# Horisme exsoletaria
Horisme exsoletaria är en fjärilsart som beskrevs av Herrich-Schäffer 1848. Horisme exsoletaria ingår i släktet Horisme och familjen mätare. Inga underarter finns listade i Catalogue of Life.